# Wilczkowo (powiat świdwiński)
Wilczkowo (niem. Völzkow) – osada w północno-zachodniej Polsce, położona w woj. zachodniopomorskim, w powiecie świdwińskim, w gminie Brzeżno, 4 km od Świdwina. Przy północnej części osady znajduje się jezioro Wilczkowo. 